# David Berger (Theologe)

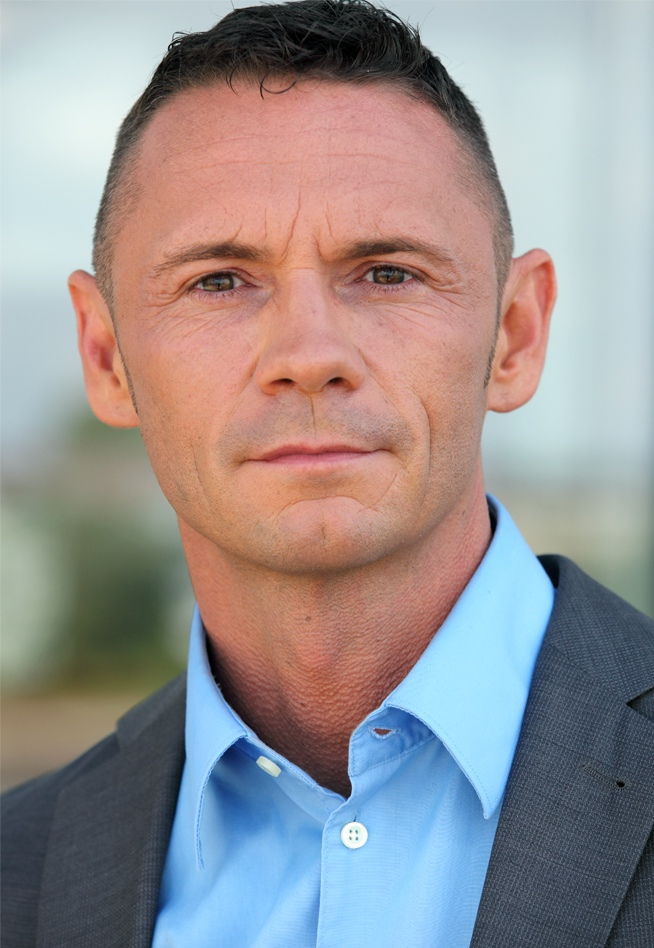
David Berger, 2011

David Berger (* 8. März 1968 in Würzburg) ist ein deutscher Publizist und römisch-katholischer Theologe. Seine theologischen Arbeitsschwerpunkte sind Geschichte und Doktrin des Thomismus. Von 2013 bis 2015 wirkte Berger als Chefredakteur der deutschsprachigen Monatszeitschrift Männer für Schwule. Er betreibt unter anderem das Blog Philosophia perennis, welches sich gegen „Islamisierung“ und „gleichgeschaltete“ Medien richtet,  und war Kuratoriumsmitglied der AfD-nahen Desiderius-Erasmus-Stiftung. Seit 16. März 2024 ist David Berger Mitglied der AfD.

## Leben
Berger studierte von 1991 bis 1998 in Würzburg, Köln und Dortmund Philosophie, Theologie und Germanistik. Im Jahr 1998 promovierte er beim Theologen Thomas Ruster in Philosophie. Berger erhielt den geteilten Dissertationspreis der Universität Dortmund für den Fachbereich Gesellschaftswissenschaften, Philosophie und Theologie und lehrte anschließend von 1998 bis 1999 an der theologischen Ausbildungsstätte der Kongregation der Diener Jesu und Mariens (SJM) in Blindenmarkt (Niederösterreich) im Bistum St. Pölten. Während seines Referendariats unterrichtete er in deren Ausbildungsstätte Blindenmarkt seit dem Jahr 2000 Fundamentaltheologie. 2010 ging er auf Distanz zu der Gemeinschaft.
Zusammen mit Rudolf Michael Schmitz vom traditionalistischen Institut Christus König und Hohepriester gründete er 2000/2001 das Jahrbuch Doctor Angelicus. Im Januar 2001 folgte die Ernennung zum Socio Corrispondente der Päpstlichen Akademie des heiligen Thomas von Aquin. Und am 25. September 2003 wurde Berger der Status eines „Korrespondierenden Professors“ dieser Akademie verliehen; im selben Jahr wurde er Vizepräsident der neu gegründeten Deutschen Thomas-Gesellschaft e. V.
Im Jahr 2005 habilitierte sich Berger mit seinem Buch Thomismus. Große Leitmotive der thomistischen Synthese und ihre Aktualität für die Gegenwart im Fach Dogmatik an der Katholischen Universität Lublin in Polen. 2005 erfolgte seine Investitur zum Ritter des 1991 gegründeten polnischen Ritterordens der Gottesmutter von Jasna Góra (polnisch Stowarzyszenie Rycerstwa Orderu Jasnogórskiej Bogarodzicy). Nach Angaben von Berger gab er im Juli 2007 diesen Titel zurück, allerdings noch ohne offenen Protest gegen das, was er später als Konservativismus und Homophobie bestimmter, diesem Ritterorden nahestehender polnischer Politiker bezeichnete.
Nachdem laut Bergers Darstellung in bestimmten traditionalistischen Kreisen über Monate der Versuch unternommen worden war, ihn als Herausgeber der Zeitschrift Theologisches zu verdrängen sprach die Fördergemeinschaft der Zeitschrift Berger im Herbst 2007 erneut ihr Vertrauen aus und bestätigte ihn in seinem Amt.
Im Mai 2009 wurde Berger zum Lektor der Päpstlichen Kongregation für die Glaubenslehre bestellt mit der Aufgabe, zwei theologische Zeitschriften zu überwachen.
Ende März 2010 wurden Vorwürfe von 2007 erneut aktuell, da Bergers Facebook-Profil „eindeutig das Verwurzeltsein in einem homosexuellen Milieu“ bekunde. Vor einem vom Vorstand der Fördergemeinschaft der Zeitschrift Theologisches angesetzten „klärenden Gespräch“ legte Berger von sich aus das Amt als Herausgeber der Zeitschrift nieder, verwahrte sich aber gegen die von Manfred Hauke geäußerten Vorwürfe, bevor er sich am 23. April 2010 in einem von ihm verfassten Artikel in der Frankfurter Rundschau als homosexuell outete. Der entscheidende bzw. letzte Anlass für sein Coming-out, so Berger, sei eine Äußerung von Bischof Franz-Josef Overbeck in Bezug auf die Sündhaftigkeit von Homosexualität in der Fernsehsendung Anne Will gewesen.
Im Juli 2010 wurde Berger der Status „Korrespondierender Professor“ in der Päpstlichen Akademie des heiligen Thomas von Aquin entzogen. Sofort nach Erscheinen seines Buches Der heilige Schein (November 2010), worin sich Berger kritisch zum Umgang der Römisch-katholischen Kirche mit Homosexualität äußert, prüfte die Erzdiözese Köln, ob Berger die Lehrerlaubnis als Religionslehrer zu entziehen sei. Am 2. Mai 2011 entzog der Erzbischof von Köln Berger diese mit sofortiger Wirkung. Dies führte bei Schulleitung, Schülerschaft und Elternschaft des Ville-Gymnasiums in Erftstadt, an dem Berger unterrichtete, zu Kritik und Protesten und einem Demonstrationsmarsch zum Amtssitz des Erzbischofs in Köln, an dem etwa 400 bis 500 Schüler teilnahmen.
Berger trat „aus Protest … aus der römisch-katholischen Kirche als Körperschaft des öffentlichen Rechts aus“, betrachtet sich selbst aber weiterhin als Katholik. 2024 machte er beim Institut St. Philipp Neri seinen Kirchenaustritt in Verbindung mit einer Generalbeichte wieder rückgängig.
Zwischen 2011 und 2013 arbeitete er als freier Journalist u. a. für die Die Tageszeitung (taz), die Wochenzeitung Die Zeit und die Magazine Cicero und Vice. Berger war ab 1. Mai 2013 Chefredakteur des im Bruno Gmünder Verlag erscheinenden Lifestylemagazins Männer. In einem kontrovers diskutierten Beitrag forderte er im Mai 2013 den Ausschluss von „Homohassern“ aus Talkshows. Inzwischen hat er diese Position auf The European offiziell zurückgenommen.
Im Dezember 2014 stoppte die Deutsche AIDS-Hilfe ihre Anzeigenschaltungen in Männer, da das Magazin unter der Federführung Bergers „immer häufiger zur Ausgrenzung und Diskriminierung“ beitrage und damit „im Widerspruch zu den Grundsätzen der HIV-Prävention in Deutschland“ stehe. Berger propagiere ein „traditionelles Männlichkeitsbild“ und werte damit Menschen ab, die diesem Bild nicht entsprächen. Außerdem provoziere er „mit teils rechtspopulistischen Aussagen“.
Am 1. Februar 2015 wurde Berger als Chefredakteur von Männer fristlos entlassen. Grund war, dass Männer-Autor Daniel Krause während einer Radiosendung den Holocaust relativierte, indem er angab, dass ihm Massentierhaltung emotional näher gehe als der Holocaust. Der Verlag gab an, es sei „unerträglich, dass wenige Tage nach dem 70. Jahrestag der Befreiung von Auschwitz, unser Magazin mit Positionen eines politischen Brandstifters in Zusammenhang gebracht wird, dessen Gedankengut sich offensichtlich aus Antisemitismus und der Relativierung des Holocaust speist“. Von queeren Medien wurden Bergers Meinungen schon damals als rechtspopulistisch bewertet.
Kurz nach seiner Entlassung bei Männer wurde Berger Chefredakteur des zusammen mit seinem Lebenspartner gegründeten Internetportals Gaystream.
Er wohnt mit seinem Lebenspartner seit August 2012 in Berlin-Schöneberg.
Berger gibt Medien bzw. Blogs wie RT Deutsch oder Politically Incorrect Interviews.

## Politische Tätigkeit
Von September 2016 bis Februar 2018 war Berger Mitglied der CDU. Im Vorfeld der Bundestagswahl 2017 bekannte er sich indes als Wähler der AfD. 2018 wurde er in das Kuratorium der AfD-nahen Desiderius-Erasmus-Stiftung berufen. Im Frühsommer 2019 verließ er das Stiftungskuratorium und nannte Differenzen mit Stiftungspräsidentin Erika Steinbach als Grund. Im September 2019 kritisierte er die Berufung von Vertretern des Schnellrodaer Instituts für Staatspolitik des rechten Verlegers Götz Kubitschek in den Stiftungsvorstand.

## Theologisches Betätigungsfeld
David Berger ist ein Vertreter des Neuthomismus und galt eine Zeit lang als vehementer Gegner der Theologie Karl Rahners und seiner Schüler. Berger war von 2001 bis zu deren letzter Ausgabe 2007 Herausgeber des von ihm mitbegründeten Internationalen Thomistischen Jahrbuchs Doctor Angelicus. Von 2003 bis 2010 war er zudem Herausgeber und Schriftleiter der von Wilhelm Schamoni begründeten Zeitschrift Theologisches: Katholische Monatsschrift.
David Berger selbst äußerte sich zur Relevanz des Thomismus u. a. wie folgt: „Die Doktrin des heiligen Lehrers bietet weniger detaillierte Patentrezepte für einzelne zu lösende Fragen. Was sie uns im Hinblick auf die von uns mitzugestaltende Zukunft von Kirche und Theologie zu sagen hat, geht weit über kurzfristige Handlungsanweisungen hinaus. Es sind sozusagen grundsätzliche Einstellungen oder Leitmotive, die gerade dadurch, dass sie uns eine echte Alternative zu den in Gesellschaft, Kirche und Theologie herrschenden Leitmotiven aufzeigen, höchste Aktualität für das neue Jahrhundert besitzen. Vielleicht kann man sagen, dass es niemals eine Zeit gab, in der der Ruf der Kirche Ite ad Thomam: Geht zu Thomas so aktuell war, wie er heute ist“.
Zu Bergers gegen Rahners Theologie gerichteten Beiträgen äußerte der Rahner-Schüler Herbert Vorgrimler: „Berger ist jedes Mittel recht, seine moralische Hemmschwelle liegt immer niedriger. Er unterliegt dem triebhaften Zwang zur Jagd auf Rahner und auf die, die zu Rahner halten. Seine Krankheit ist das ‚Fertigmachen‘, das Kränken- und Beleidigen-Müssen.“ Berger hat seine Kritik an Rahner mittlerweile relativiert.
Seit seinem Coming-out und der Publikation seines Buches Der heilige Schein beschäftigt sich Berger vor allem kritisch mit der Einstellung der katholischen Kirche zur Homosexualität. Bei der Abschlusskundgebung der Proteste gegen den Papstbesuch in Berlin im September 2011 war er einer der Redner. Hier kritisierte er die vom Papst im Bundestag vorgetragene Naturrechtslehre als philosophisch obsolet und sah in ihr die Grundlage für homophobe Einstellungen.

## Auseinandersetzung mitkreuz.net
Berger tritt seit dem Amtsantritt Papst Benedikts XVI. als Gegner eines von ihm namentlich bei der Priesterbruderschaft St. Pius X. und auf dem rechtsextremen Blog kreuz.net verorteten „Vulgärtraditionalismus“ auf und vermutete Verbindungen zwischen der umstrittenen Website und der Priesterbruderschaft; diese Vermutung hat er jedoch aufgrund neuerer Hinweise im Oktober 2012 revidiert und nahm dann an, hinter kreuz.net steckten im kirchlichen Dienst stehende Personen. Auf kreuz.net wurde Berger mehrmals an Leib und Leben bedroht, unter anderem mit der Aussage, dass er sein Lebensrecht verwirkt habe.
Im Oktober 2012 übernahm Berger die Koordination einer vom Bruno Gmünder Verlag initiierten „Kopfgeldaktion“, in der Absicht, gegen eine Belohnung in Höhe von über 15.000 Euro die Betreiber von kreuz.net mit dem Ziel ihrer rechtskräftigen Verurteilung zu ermitteln. Er vertritt die These, dass kreuz.net die konservative Wende der katholischen Kirche in Extremform spiegelte. Während die Deutsche Bischofskonferenz diese Kampagne nicht unterstützte, arbeiteten die römisch-katholische Kirche in Österreich und die Schweizer Bischofskonferenz mit Berger zusammen. Im Herbst 2012 stellten sich Verbindungen zwischen kreuz.net und dem Netzwerk katholischer Priester heraus.
Am 2. Dezember 2012 ging kreuz.net aus bisher nicht öffentlich bekannten Gründen vom Netz. Die Süddeutsche Zeitung betrachtete dies als Verdienst Bergers und der von ihm koordinierten Aktion „Stoppt kreuz.net“.
Im Jahr 2014 stellte die Bruno Gmünder Group einen Insolvenzantrag, teilte aber mit, die ausgesetzte Prämie sei kein Teil der Insolvenzmasse und stehe somit weiter zur Auszahlung bereit. Im Dezember 2014 wurde berichtet, dass einerseits der Gmünder Verlag seinen Anteil der ausgesetzten Prämie nie bezahlt habe, dass die Hälfte der Spenden als Honorar für Berger verwendet und die Restsumme in die Insolvenzmasse des Verlages eingegangen sei. Der Verlagsgründer Bruno Gmünder sicherte zu, sein Anteil in Höhe von 10.000 € stehe weiter der Person, die zur Verurteilung der kreuz.net-Betreiber führe, als Belohnung zur Verfügung.

## Äußerungen zu Benedikt XVI.
Berger hat mehrmals angegeben, dass er von einer homosexuellen Veranlagung Papst Benedikts XVI. ausgehe, die dieser mit homophoben Äußerungen zu überdecken versuche. In einem Interview mit der tageszeitung vom 30. November 2012 erklärte Berger, es gebe „keine Neujahrsansprache des Papstes, wo er die Homosexuellen nicht nur indirekt als Menschen zweiter Klasse bezeichnet und homosexuelle Veranlagungen verteufelt werden“.
Der Journalist Alexander Kissler schrieb in diesem Zusammenhang im Magazin The European am 4. Dezember 2012, dass Berger in dieser Hinsicht die Unwahrheit schreibe und mit seiner Kritik am Papst die Grenze zur Schmähung überschreite. Von den bisher sieben Neujahrsansprachen Benedikts XVI. hätten drei keinen Bezug zum Themenfeld Ehe oder Gleichgeschlechtlichkeit; bei den übrigen vier Ansprachen fänden sich knappe familienpolitische Hinweise.
Im August 2016 bat Berger Benedikt XVI. um Entschuldigung für seine öffentlich geäußerte Vermutung einer Homosexualität des damaligen Papstes und erklärte, sich auf „zweifelhafte Studien“ gestützt zu haben. Er gehe davon aus, dass der Papst den Zölibat strikt eingehalten und keinen Sex gehabt habe. Seine Äußerungen über die Sexualität des Papstes seien kein echtes Outing gewesen. Er bedaure, das Gesagte „nicht mehr einfangen und zurückholen“ zu können. Im selben Artikel warf Berger Papst Franziskus vor, das Papstamt schwer zu beschädigen.

## BuchDer heilige Schein
In seinem Buch Der heilige Schein: Als schwuler Theologe in der katholischen Kirche, das bereits innerhalb der ersten sechs Wochen nach Erscheinen drei Auflagen erlebte, analysiert Berger kritisch den Umgang der katholischen Kirche mit Homosexualität.
Dabei konstatiert er eine zunehmende Homophobie in der katholischen Kirche. Die Zahl homosexuell veranlagter katholischer Priester sei überproportional hoch.
Bergers Buch trägt stark autobiografische Züge, indem er einen Einblick in eine bestimmte Phase seines Lebens gewährt. Dabei beleuchtet er auch teilweise selbstkritisch und im Duktus einer Aufarbeitung sein eigenes früheres Verhalten sowie seine Zugehörigkeit zu ultrakonservativen katholischen Kreisen, denen er mittlerweile den Rücken gekehrt habe.
Der Journalist Christian Geyer schrieb dazu: „So viel scheint mir für die moraltheologische Bewertung der Homosexualität klar zu sein: Mit der Mischung aus Diskretion und Repression kommt der Vatikan nach diesem Buch nicht mehr weiter.“
Thomas Assheuer rechnete in seiner Besprechung in Die Zeit zwar „dieses Buch [...] zum Unglaublichsten, was derzeit über die katholische Kirche zu lesen ist“, blieb nach der Lektüre aber ratlos darüber: Der rechte Theologe Berger habe in der Kirche eine steile Karriere hingelegt, liberale Kirchenvertreter verabscheut und den „liturgischen Zauber“ der tridentinischen Messe geliebt, sich aber in seinem Buch von einschlägigen rechten Kreisen wie Opus Dei, dem Engelwerk und Piusbrüdern abgewandt. Unklar bleibe, wie repräsentativ Bergers Erlebnisse nun seien.
Der Theologe Manfred Hauke bezeichnete in seiner Eigenschaft als Vorstand der Fördergemeinschaft der Zeitschrift Theologisches in einer Stellungnahme vom 15. Januar 2011 das Buch als eine „Schmähschrift“. Er hielt Berger vor, er projiziere in seinem Werk den von ihm selbst lange Zeit gelebten „heiligen Schein“ nun auf andere Menschen. Auch habe er in seinen früheren Publikationen nie die Kirche oder den Papst kritisiert, tue dies nun aber umso heftiger und polemischer. Bergers Lebenswandel sei „von Lüge und Verstellung geprägt“ gewesen. Auch stelle Berger in seinem Buch unzutreffende Behauptungen über die Zeitschrift auf und unterstelle der Fördergemeinschaft zu Unrecht, man habe dort von seinem „der Lehre der Kirche nicht entsprechenden Lebenswandel“ gewusst und dieses Wissen dazu benutzt, ihn unter Druck zu setzen. Hauke rief die Leser der Zeitschrift dazu auf, dafür zu beten, dass Berger sich von seinen „Irrwegen“ abwenden und ein Leben führen möge, „das der Würde eines katholischen Christen“ entspreche.

## Debatte um Felix Rexhausen
Am 27. März 2014 beschloss die Kölner Bezirksvertretung Innenstadt auf Antrag des Bundes Lesbischer und Schwuler JournalistInnen die Benennung eines Platzes am Hauptbahnhof Köln nach Felix Rexhausen. Die für Mai 2015 geplante Einweihung wurde ausgesetzt, nachdem Berger die Meinung vertreten hatte, Rexhausen habe sich in dem Roman Berührungen aus dem Jahr 1969 positiv über Pädophilie geäußert. Der Bund Lesbischer und Schwuler JournalistInnen widersprach Bergers Darstellung. Der Grünen-Politiker Volker Beck forderte eine Untersuchung der Vorwürfe gegen Rexhausen, ohne jedoch das Buch zu kennen. Nach Ansicht des Bezirksbürgermeisters Andreas Hupke bestätigten sich die Vorwürfe gegen Rexhausen nicht. Der Platz wurde am 10. Dezember 2015 eingeweiht.

## Haltung zum Islam
Seit 2016 positioniert sich Berger verstärkt gegen die – wie er es nennt – Islamisierung Europas und betätigt sich auch allgemein islamkritisch. In diesem Zusammenhang warf er, unter anderem in der neurechten Jungen Freiheit, den deutschen Bischöfen sowie Papst Franziskus ein Anbiedern an den Islam vor. Damit verrieten sie die Juden und Christen im Nahen Osten und zeigten eine „dekadente Lust am Untergang“. Berger erklärte im Zusammenhang mit dem Islam, die AfD scheine im Umgang mit dieser Religion die fortschrittlichste Partei zu sein.
2016 schrieb Berger im Querfront-Magazin Compact des rechten Publizisten Jürgen Elsässer über die „Verdrängung des muslimischen Homo-Hasses“. Berger selbst erklärte in einem Artikel in der Zeit seine Islamkritik zur Ursache dafür, dass er nun von Jakob Augstein u. a. als „rechts“ bezeichnet werde: „Seit dem Erscheinen meines Buches Der Heilige Schein im Herbst 2010 galt ich als liberaler Kirchenkritiker, dem Spiegel wie Zeit mehrfach Raum für Interviews gaben. Der Spiegel lobte, ich hätte ‚ein Ende der kirchlichen Schwulendiskriminierung verlangt‘. Bin ich also ein Liberaler? Oder ein Rechtsradikaler? Tatsächlich ist die heiße Liebe einiger Journalisten zu mir erkaltet, und bei Augstein findet sich auch ein Hinweis, warum. Er kritisiert, dass in meinem Blog die Rede sei von ‚Islamisten, die Homosexuelle von Dächern werfen‘. In der Tat. Ich habe irgendwann begonnen, die Homophobie nicht nur im Christentum, sondern auch im Islam scharf zu geißeln. Das war der Wendepunkt. Nun erntete ich Kritik von links und avancierte vom aufklärerischen Vorzeige-Homo zum islamophoben Rechten.“
Auf dem rechtsextremen Blog PI-News schrieb Berger unter dem Thema „Cyber-Dschihad“ über einen Ratgeber, den das Unternehmen Facebook gemeinsam mit einer britischen islamischen Organisation herausgegeben hatte und in dem aufgezeigt wurde, wie sich Muslime vor islamfeindlichen Angriffen schützen und darauf reagieren können. Berger warf diesem Ratgeber einen islamistischen Hintergrund vor, lieferte jedoch dafür keine Belege und zitierte die einzige Studie, die in der 19-seitigen Broschüre herangezogen wird, falsch. Zudem erwähnte er nicht, dass darin auch vor terroristischen Rekrutierungsversuchen gewarnt wird.
Anfang 2019 behauptete Berger, Täter homofeindlicher Gewalt seien „zu 95 % junge Männer mit muslimischem Kulturhintergrund“. Die AfD stellte er dabei als Kämpfer auf der Seite von LGBTI gegen eine vermeintliche Islamisierung dar.
Nach dem Brand der Kathedrale Notre-Dame in Paris im April 2019 twitterte Berger: „Viel wird nicht übrig bleiben von Notre Dame. Der Kollaps unter den Flammen steht symbolisch für Frankreich und das ganze Abendland. Ein weiterer Schritt in Richtung Eurabia“. Hinweise auf laufende Bauarbeiten als Brandursache konterte Berger mit der Feststellung, auch am Kölner Dom werde ständig renoviert. Allerdings hat der Kölner Dom eine Stahl-Dachkonstruktion, wohingegen es sich in Notre-Dame um eine Holzfachwerkkonstruktion handelt.
Im Zuge der COVID-19-Pandemie interpretierte Berger die Ankündigung der Stadt Berlin, ab dem 3. Mai 2020 religiöse Veranstaltungen unter Auflagen wieder zuzulassen, dahingehend, das sei „ein eindrückliches Zeichen davon, welcher Glaubensgemeinschaft die Zukunft in Deutschland gehört“. Damit suggerierte er, dass diese Zusammenkünfte während des islamischen Fastenmonats Ramadan wieder erlaubt seien, während Christen zuvor an Ostern keine Gottesdienste feiern durften.

## Haltung zur gleichgeschlechtlichen Ehe
Am 30. Juni 2017 veröffentlichte ein Johannes Gabriel auf Bergers Blog Philosophia perennis einen Artikel gegen die gleichgeschlechtliche Ehe, der vielfach als homophob empfunden wurde und einen Shitstorm auslöste. Berger befürwortet ein standesamtliches Lebenspartnerschaftsinstitut, und hält die gleichgeschlechtliche Ehe auf staatlicher Ebene für möglich. Ebenso befürwortet er eine öffentliche Segnung gleichgeschlechtlicher Paare, lehnt aber er die Trauung gleichgeschlechtlicher Paare auf christlicher Ebene ab. Der Artikel war auch in der FAZ unter dem gleichen Pseudonym veröffentlicht worden. Die FAZ distanzierte sich auf Twitter von den Inhalten des Artikels, der nur die Meinung des Gastautors wiedergebe, nicht aber die der Zeitung. Auf die Frage, ob „Johannes Gabriel“ Bergers eigenes Pseudonym sei, behauptete letzterer die Wichtigkeit, die „Strategien der ‚inneren Emigration‘ wieder auszugraben“. Später löschte Berger den Tweet. Der FAZ wurde vorgeworfen, ihrem Gastautor eine erfundene Biografie zugeschrieben zu haben. Die Zeitung hatte „Gabriel“ als Philosophen und Psychologen, der Nichtregierungsorganisationen unterstütze, dargestellt. Nach Presseangaben war Berger in jüngerer Vergangenheit mit rechtspopulistischen Thesen aufgefallen. Im Juli 2017 gab Berger an, nicht der Verfasser des Artikels zu sein. Am 14. September 2017 sprach der Deutsche Presserat wegen des Textes eine öffentliche Rüge aus. Anfang 2019 veröffentlichte Berger auf seinem Blog Philosophia perennis unter dem Titel „Hüten wir uns vor der Auflösung des klassischen Ideals von Ehe und Familie!“ ein Interview auf Deutsch, das der rechtsextreme Aktivist Valerio Benedetti mit ihm für das italienische Magazin Il Primato Nazionale, das Hausblatt der neofaschistischen CasaPound Italia, geführt hatte. Die „Vertreter der Homoehe“ wollten, so Berger, diese „aus lauter Verachtung für die klassische Ehe einführen“. Er selbst sei „dankbar“, „gesund in einer solchen klassischen Familie mit Vater und Mutter“ aufgewachsen zu sein, und er wolle nicht, „dass das anderen Kindern aus ideologischen Gründen verwehrt“ bleibe. Die AfD-Bundestagsfraktion benannte Berger als Sachverständigen für die öffentliche Bundestags-Anhörung „LGBTIQ-Rechte weltweit“ im Mai 2023.

## Haltung zur Corona-Pandemie
Berger schrieb auf seinem Blog Philosophia perennis zu den Beratungen hinsichtlich einer COVID-19-Impfpflicht, dass das „nichts mehr mit einem verhältnismäßig harmlosen Virus zu tun“ habe. Vielmehr solle dem Bürger, nachdem man sein Hirn „über die gleichgeschalteten Medien gewaschen und seine Psyche mit immer neuen Angstszenarien komplett aus dem Gleichgewicht gebracht“ habe, „endgültig klar gemacht werden, dass auch sein Körper und seine Gesundheit nicht mehr ihm gehören, sondern dem System. […] Jeder Bundestagsabgeordnete, der für eine Impfpflicht und für weitere Basisschutzmaßnahmen stimmt, stellt eine enorme Bedrohung unserer Freiheit dar. Was hier geplant ist, stellt den vorläufig letzten Gipfelpunkt des Corona-Faschismus dar“. Zudem veröffentlichte Berger eine „Liste der Schande“ mit den Namen der Abgeordneten, die sich für eine Impfpflicht ausgesprochen hatten.

## Haltung zum Krieg in Israel und Gaza 2023
Zu Beginn des Krieges in Israel und Gaza 2023 verbreitete Berger auf seinem Blog die Verschwörungstheorie, dass der Terrorangriff der Hamas auf Israel 2023 in Wahrheit eine Operation des „tiefen Staates“ sei. Mit einem bloßen Versagen der Geheimdienste lasse sich dieser Überraschungsangriff nicht erklären.

## Veröffentlichungen (Auswahl)

### Als Verfasser
- Natur und Gnade in systematischer Theologie und Religionspädagogik von der Mitte des 19. Jahrhunderts bis zur Gegenwart. S. Roderer, Regensburg 1998, ISBN 3-89073-980-6.
- Thomas von Aquin und die Liturgie. Ed. Thomisticae, Köln 2000, ISBN 3-89811-286-1 (Übersetzungen ins Englische [USA] und Französische).
- Thomismus. Große Leitmotive der thomistischen Synthese und ihre Aktualität für die Gegenwart. Ed. Thomisticae, Köln 2001, ISBN 3-8311-1620-2 (dort S. 401–406 Bibliographie bis 2000).
- Thomas von Aquins „Summa theologiae“. Wissenschaftliche Buchgesellschaft, Darmstadt 2004, ISBN 3-534-17456-9.
- Was ist ein Sakrament? Der hl. Thomas von Aquin und die Sakramente im Allgemeinen. Franz Schmitt, Siegburg 2004, ISBN 3-87710-278-6.
- Thomas von Aquin begegnen. Sankt-Ulrich, Augsburg 2002, ISBN 3-929246-77-5 (Übersetzung ins Ungarische: Budapest 2008).
- In der Schule des hl. Thomas von Aquin. Studien zur Geschichte des Thomismus. nova et vetera, Bonn 2005, ISBN 3-936741-30-1.
- Der heilige Schein: Als schwuler Theologe in der katholischen Kirche. Ullstein, Berlin 2010, ISBN 978-3-550-08855-1.

### Als Herausgeber und Mitverfasser
- Ratio fidei fundamenta demonstrat. Fundamentaltheologisches Denken zwischen 1870 und 1960. In: Hubert Wolf (Hrsg.): Die katholisch-theologischen Disziplinen in Deutschland 1870–1962. Ihre Geschichte, ihr Zeitbezug. Schöningh, Paderborn 1998, S. 95–127, ISBN 3-506-73763-5.
- Die Enzyklika Humani generis Papst Pius’ XII. 1950–2000. Geschichte, Doktrin und Aktualität eines prophetischen Lehrschreibens. Una Voce, Köln 2000, ISBN 978-3-926377-24-1.
- Karl Rahner – Kritische Annäherungen. Franz Schmitt, Siegburg 2004, ISBN 3-87710-280-8.
- zusammen mit Jörgen Vijgen: Thomistenlexikon. nova et vetera, Bonn 2006, ISBN 3-936741-37-9.
- Beiträge Thomasforschung am Beginn des 21. Jahrhunderts, Die quaestiones disputatae, Schöpfungslehre, Eschatologie in: Volker Leppin (Hrsg.): Thomas Handbuch. Mohr Siebeck, Tübingen 2016, ISBN 3-16-150084-9.
- Doctor Angelicus : annuarium thomisticum internationale nova et vetera, Bonn 2001–2007, ISBN

## Auszeichnungen und Preise (Auswahl)
- 2005: Ritter der Gottesmutter von Jasna Góra (2007 zurückgegeben)[89]
- 2012 (überreicht 2016): Kulturpreis des ehrenamtlichen „International Lesbian and Gay Cultural Network“[90]
- 2017: Negativpreis Mister Homophobia 2017[91]